# Rudtjärnen (Stöde socken, Medelpad)
Rudtjärnen är en sjö i Sundsvalls kommun i Medelpad och ingår i Ljungans huvudavrinningsområde. Sjöns area är 0,019 kvadratkilometer och den befinner sig 320 meter över havet.